# Акмянское староство
Акмянское староство (лит. Akmenės seniūnija) — одно из 6 староств Акмянского района, Шяуляйского уезда Литвы. Административный центр — город Акмяне.

## География
Расположено на севере Литвы, в Средне-Вянтской низменности, в северо-западной части Акмянского района.
Граничит с Науйойи-Акмянским сельским староством на востоке, Вянтским — на юге, Папильским — на юго-востоке, Мажейкяйским апилинкским, Векшняйским и Лайжувским староствами Мажейкяйского района — на западе, а также Рубской и Вадакстской волостями Салдусского края Латвии  — на севере.

## Население
Акмянское староство включает в себя город Акмяне и 30 деревень.